# Anua expedita
Anua expedita là một loài bướm đêm trong họ Erebidae.